# Francisco Jover y Casanova

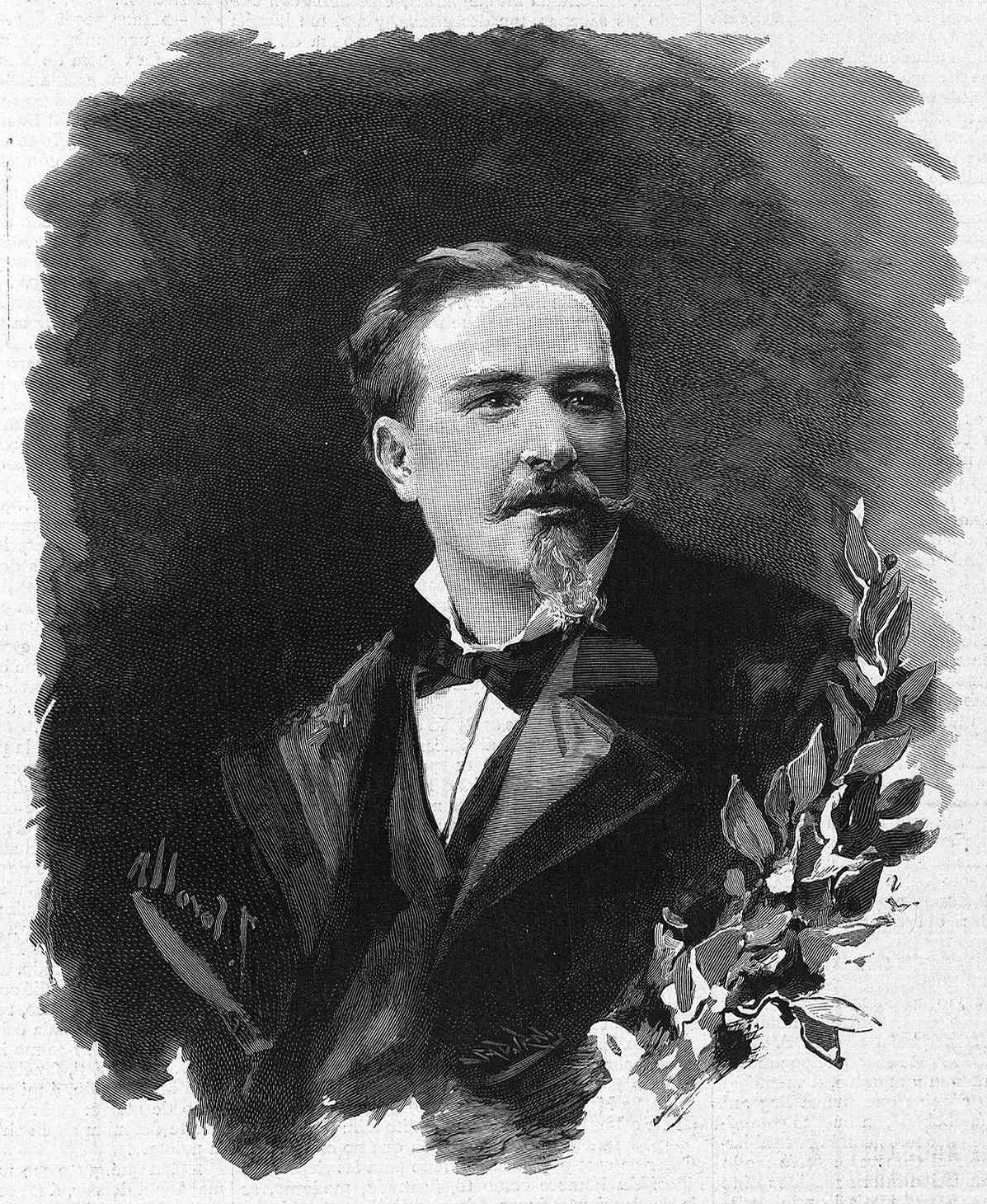
Retrato de Francisco Jover y Casanova tal cual fue publicado en La Ilustración Artística tras su muerte.

Francisco Jover y Casanova (Muro, 1836-Madrid, 1890) fue un pintor español. Estudió en la Academia de San Fernando de Madrid y con Federico de Madrazo. Luego estudió en Roma. Obtuvo una tercera medalla en la Exposición Nacional de Bellas Artes en 1871 con la obra La paz de Cambray. Instalado en Madrid, compaginó sus actividades docentes con las artísticas. Trabajó en la basílica de San Francisco el Grande de esta capital. 

## Biografía

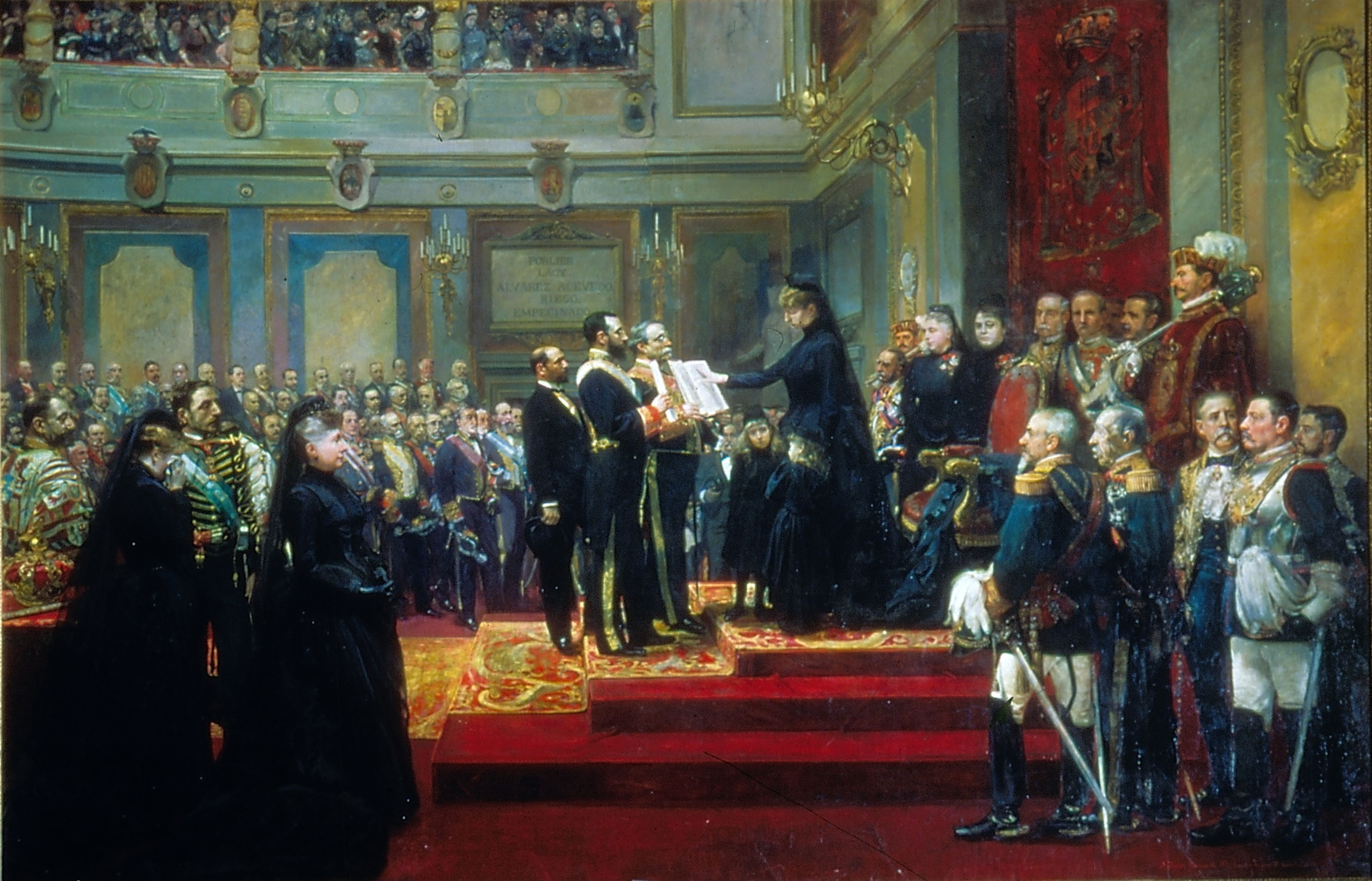
Jura de la Constitución por S.M. la Reina Regente Doña María Cristina, de Francisco Jover y Joaquín Sorolla. 1897. (Palacio del Senado de España).

Nacido en la localidad alicantina de Muro en 1836, realizó sus primeros estudios en la tierra valenciana. Fue pensionado por el Gobierno después de ganar una tercera medalla en la Exposición Nacional de Bellas Artes celebrada en 1864 por su cuadro Los últimos momentos de Felipe II, que el Gobierno adquirió para el Museo Nacional. En Roma pintó varios lienzos, destacando entre ellos Quevedo leyendo poesías en la corte de Felipe IV, La paz de las Damas y La corte pontificia, obra que después de haber obtenido la medalla de oro en Roma fue adquirida por el señor Val, de cuya colección ovetense formó parte.
Desde la Ciudad Eterna envió a Madrid su otro lienzo La conquista de Orán, el cual pasó a albergarse en el salón de conferencias del Senado. De regreso a España, no dejó de luchar en los certámenes. En la Exposición de 1876 presentó su  cuadro ¿Quien ganará? (que adquirió Lorenzo García Vela) y en la de 1881 obtuvo medalla de primera clase por su Colón ante los Reyes Católicos, obra que más tarde pasaría al Museo provincial de Valladolid. Además de los anteriores podrían citarse también Colón conducido a España con grillos y esposas a las órdenes del capitán Villejo que presentó en la Exposición Nacional de Bellas Artes de 1862; Campesinas besando la mano de un cardenal en la iglesia de Santa María del Popolo (adquirido por el rey Amadeo), Tratado de Cambray, Pompeyana bañándose y Un fauno, que con La conquista de Orán figuraron en la de 1871; Una caricia inoportuna y varios retratos que expuso en la de 1876, Medina Azahra, inspirado en la leyenda de Alcalde Valladares; Los jugadores y Un trovador.

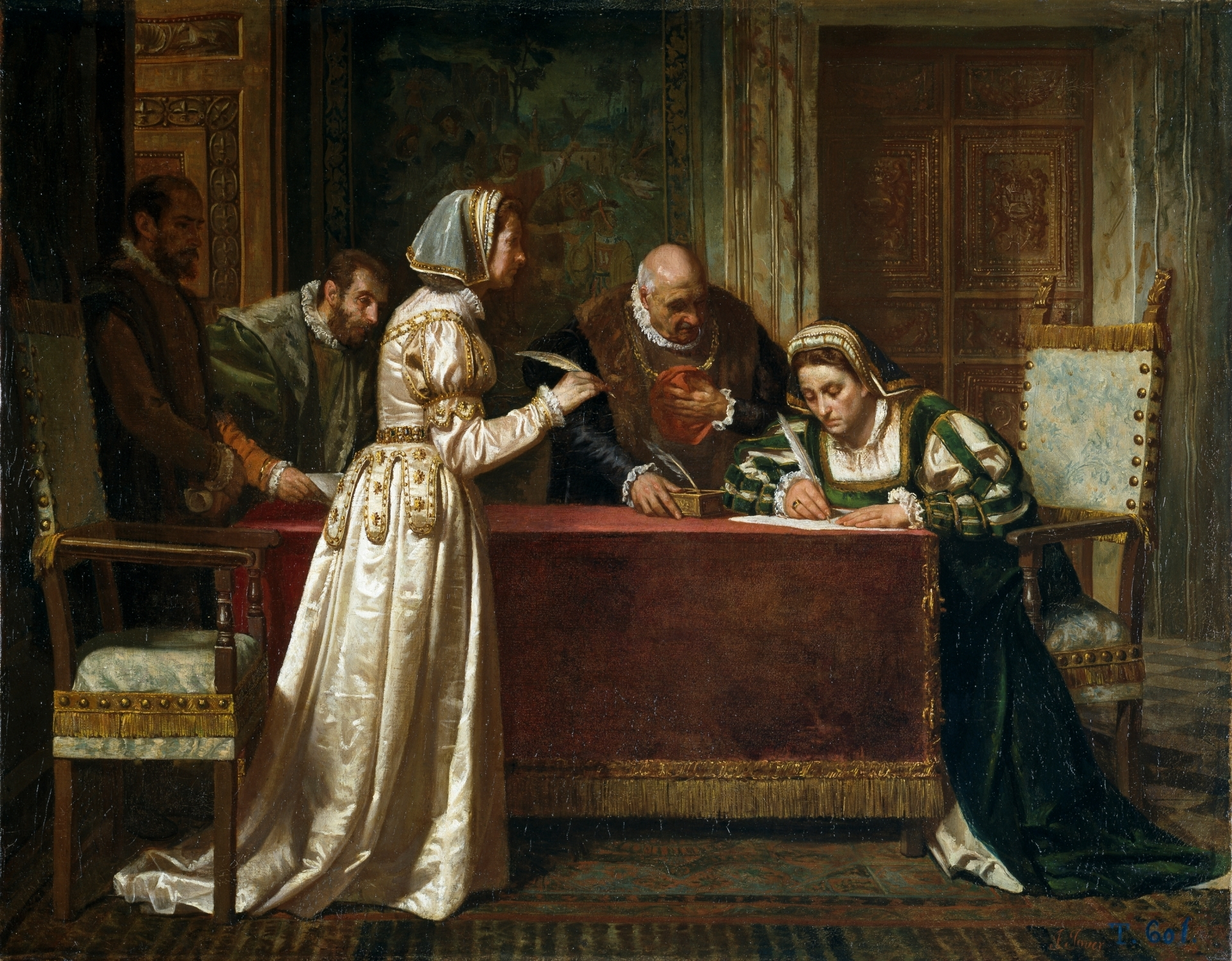
Paz de las Damas, 1871, cuadro de Francisco Joves y Casanova en el Museo del Prado.

Fue autor de los frescos que decoraban en Cádiz la cúpula de la capilla expiatoria de San Antonio, y en unión de Plasencia, Ferrán, Cubells y Domínguez, pintó la gran cúpula de San Francisco el Grande, donde fueron suyos los santos y santas españoles. Comenzó después un gran lienzo de gran tamaño titulado Represalias, que quedaría sin terminar al sorprenderle la muerte el 19 de febrero de 1890. 
Compró las ruinas del monasterio de Fresdelval y comenzó a costear su restauración.